# Kirchdorf, Poel
Kirchdorf är den största orten på den tyska ön Poel i Östersjön, belägen på öns sydkust vid Wismarbukten. Orten är en fiskehamn och ett färjeläge, och har omkring 1 000 invånare.  Den ingår i kommunen Insel Poel i distriktet Nordwestmecklenburg, i förbundslandet Mecklenburg-Vorpommern.
Sommartid trafikeras sträckan Wismar-Kirchdorf dagligen av turistbåtar över Wismarbukten.